# VenusBlood -EMPIRE-
『VenusBlood -EMPIRE-』(ヴィーナスブラッドエンパイア)は2010年10月26日にdualtailより発売された女神悪堕ち触手SLGである。
本作は、dualtailブランドの第八作目で、『VenusBlood』シリーズの第四作目である。
2017年12月22日には、後日談として『VenusBlood -AfterDays- Episode:2 風の双竜神』が発売された。

## ゲームシステム
本作の基本的なシステムは、前作『VenusBlood -DESIRE-』と同じだが、変更点も多い。
- 女神の悪堕ちはストーリー上絶対ではなく、カオス値がロウ値を上回った場合にのみ発生する。これにより任意の女神のみを悪堕ちさせられるようになった。
- 戦闘に参加させられるユニットが6体に増え、前3体が前衛、後ろ3体が後衛となった。
- ユニットがブレイダー・ランサー・シューター・ガーダー・クラッシャー・のいずれかのクラスと、火土風水光闇のいずれかの属性を持つようになり、クラス同士、属性同士の相性が発生するようになった。
- フリードや女神などの登場人物は、Forceを消費することで戦略スキルを発動させることができる隊長ユニットとなり、それ以外のユニットは一般ユニットとなった。

## ストーリー
大陸西端に位置するフィーリアス地方は5柱の女神に守護された5つの国が存在した。その北西の島には闇の女神が守護する魔族達の国、バルドル帝国が存在した。バルドル帝国は幾度となくフィーリアスに侵攻しようとしたが、結界によって阻まれていた。しかし近年結界が綻びが生じ始め、弱い魔族であれば結界を突破できるようになった。バルドル帝国遊撃師団長フリードはその隙をつき、フィーリアスへの侵攻を開始するのだった。

## 登場人物
帝国遊撃師団長 フリード
本作の主人公。自分で集めた少数精鋭の部隊を率いて戦っており、好戦的、フィーリアスに己の国を建てようとする野心家でもある。どのような出自なのか自分自身でも知らないが、今の地位はそれに見合わないほど高く、疑問に思う者もいる。
フィーリアス侵攻の際にモリガンから雷の剣ミストルティンを与えられる。
アリアンロッド
声 - 香澄りょう
善 - 大地の戦神、悪 - 魔剣の姫神
大地と守護を司る女神。アルテミシア教国に加護を与えている。バルドル帝国に最も近い国を守護するという重要な役割を負っているが、女神の中では最も若輩。会ったこともないモリガンに対してなぜか強い敵意を抱いている。
悪堕ち後は人殺しに快楽を覚えるようになってしまう。
イルダーナ
声 - 紫苑みやび
善 - 秩序の主神、悪 - 解放の女神
光と秩序を司る女神。ハルベルズ王国に加護を与えている。最も強い神力を持つ女神であり、魔族が最も苦手とする力の持ち主でもある。
悪堕ち後は本人も気づかぬうちに無駄に色気を撒き散らすようになり、色々と問題を起こしている。
ツクヨミ
声 - 朝倉奏美
善 - 豊穣の女神、悪 - 陶酔の女神
水と豊穣を司る女神。八州皇国に加護を与えている。はるか昔に遠い東の地からフィーリアスに来たとされる外来の女神。飄々とした性格をしており、常に酒瓶と杯を持ち歩いている。
悪堕ち後は力の源が清流から濁流になり、荒々しい力を使うようになる。
マリス
声 - 榎津まお
善 - 発展の鍛冶神、悪 - 兵器の女神
火と発展を司る女神。ローヴェリア共和国に加護を与えている。幼い外見をしており、同じように外見が幼いジルニトラと仲が良い。鉱物の存在を感じ取ることができる。
悪堕ち後は造るものが、武器から兵器と変化していった。
ジルニトラ
声 - 沢代りず
善 - 叡智の竜神、悪 - 魔導の竜神
風と叡智を司る女神。ユートランド連邦に加護を与えている。竜の血を宿す女神と言われ、身体の各所にそれらしい部位が見られる。神力と魔力を同時に宿す特殊な存在であり、他者の魔力を真似ることもできる。
悪堕ち後は自分から魔族の言葉を覚えたりと歩み寄りが見て取れる。
ワルニトラ
声 - 沢代りず
『風の双竜神』で登場したジルニトラの幻影（半身）で、オリジナルであるジルニトラと共にフリードの補佐官を務めている。ジルニトラとは対照的に、明るさと妖艶さを兼ね備えた人となりをしている。
混沌の女王 モリガン
声 - Yuki-Lin
闇と混沌を司る女神で、バルドル帝国の女王でもある。圧倒的な強さとカリスマで魔族達を支配下においている。善の女神達と相反する存在のはずだが、フィーリアスとバルドルを隔てる結界に彼女の力が使われている形跡があったりと謎が多い。
魔獣戦姫 ネア
声 - 渋谷ひめ
バルドル帝国の将軍で4人の魔王の1人。獰猛な魔獣を扱うことに長けた魔族の血統の姫。特殊な匂いを発生させる武器を使い、それにより魔獣を操ったり、相手に暗示をかけて攻撃を当てさせないようにしている。なにかとフリードに突っかかってくる。
蒼剣のディアドラ
声 - 梅椿鬼
バルドル帝国の将軍で4人の魔王の1人。選民主義の持ち主で、規律を重んじる性格。魔力廃絶の力を持ち、魔族を断罪する裁定者の権限が与えられている。
獅子公 フィネガス
バルドル帝国の将軍で4人の魔王の1人。かつてモリガンに挑んだが、敗北して以降モリガンに絶対の忠誠を誓っている。実力主義の持ち主で、力さえあればどのような種族でも受け入れる。そのため将軍の中ではフリードに対して友好的に接している。
死者の王 ドルドナ
バルドル帝国の宰相で4人の魔王の1人。不死者を率いる王で、自らも不死者。フリードに女神の力を奪う触手ドラウプニルを与えた。
闇の舞姫 ヒルダ
声 - 東かりん
フリードの参謀兼愛人。高位の魔術を操り、舞踏で味方を鼓舞する力を持つ。実はフリードの親代わりの存在だが、それ以前の記憶がなぜか曖昧になっている。魔族の全種族の言葉を扱うことができる。
忠臣 ラググ
フリードの配下の魔物部隊を率いる部隊長。オークとしては頭がよく、料理もうまいらしい。
財務官 フェネ
声 - 朝倉奏美
帝国遊撃師団の財務官を担当する獣人族の少女。フリードに助けられた過去を持ち、彼のことを慕っている。財務官としては非常に優秀なのだが、女神達の金銭感覚がおかしかったり、兵士達のおもちゃにされたりと日々苦労が絶えない。

## スタッフ
- 監督・ゲームデザイン - け～まる
- 企画 - dualtail
- 原画 - トシぞー、丹下ゲンタ、ツギノミヤ
- シナリオ - 西矢沙広、イルカ、け～まる、鬼影姚二
- 演出スクリプト - 樋舘誠
- システムスクリプト - 三間茶屋
- サウンド - 鷺　(Reliance：Tone)
- ムービー - 木沢スタジオ
- CG - トラ(監修)、詠餉、ちゅるり、るいるい

## 主題歌
主題歌 『Gestaltzerfall (ゲシュタルト・ツェァファレン)』
作曲 - 流歌(encounter+)
作詞・歌 - 桃梨(encounter+)

## 反響
本作の売り上げは5,000本を超え、インターネット上でも話題となった。
ユーザー層が広まった半面指摘も多く寄せられ、特にキャラクターのデザインに関する指摘が多く寄せられた。